# Catherine Anderson
Catherine Anderson (née en 1948) est un écrivain américain de romances historiques et de romances contemporaines. Elle est l'auteur d'une série de best-sellers classés sur la liste du New York Times.

## Biographie
Catherine Anderson se souvient qu'enfant, elle entendait sa mère taper des histoires sur une vieille machine à écrire puis elle l'écoutait les lire à haute voix. Inspirée par cet exemple, Anderson commence à écrire des histoires dès son plus jeune âge. Cependant, pressentant qu'une carrière d'écrivain serait hors de portée, elle décide d'entamer des études de comptabilité à l'université en vue d'aider son mari, Sid, à tenir les livres de compte de sa société. Après avoir réalisé que les chiffres ne la rendaient pas heureuse, et avec la bénédiction de son mari, Anderson abandonne l'université pour poursuivre une carrière d'écrivain.
Les quatre premiers romans de Catherine Anderson sont des romances sérielles, publiées dans la collection Harlequin Intrigue romantic suspense. Ses romans plus étoffés alternent entre les sous-genres romance contemporaine et romance historique. La majorité de ses personnages souffrent d'un handicap, qu'il soit physique ou mental, et montrent aux lecteurs comment ces handicaps peuvent être surmontés. Les animaux sont également un thème récurrent dans ses histoires, avec plusieurs romans se déroulant dans ou à proximité d'un ranch. Le magazine Romantic Times décrit ses romans comme étant « émouvants, réconfortants, ... célébrant les idéaux de l'amour parfait dans un monde imparfait. Ses personnages sont complexes. » (« moving, heartwarming,...celebrat[ing] the ideals of perfect love in an imperfect world. Her characters are complex. »).
Ses derniers romans, comme Sun Kissed et Morning Light se sont classés dans le top 5 de la célèbre liste des Best-sellers du New York Times. Elle est sélectionnée neuf fois par les Romantic Times Reviewer's Choice Awards et son roman Cherish obtient le Romantic Times award de l'année 1998. Elle reçoit également une récompense aux Career Achievement Awards.
Catherine Anderson, qui est en partie Shoshone, et son mari, Sid, vivent sur 160 km2 en Oregon. Ils ont deux fils.

## Œuvres
- (en) Reasonable Doubt, 1988Inédit en France
- Un si lourd secret, Harlequin, 1995 ((en) Without a Trace, 1989)Publié dans la collection Intrigue
- Une mère sous protection, Harlequin, 2012 ((en) Switchback, 1990)Publié dans la collection Black Rose
- Une trompeuse disparition, Harlequin, 2012 ((en) Cry of the Wild, 1992)Publié dans la collection Black Rose
- (en) Coming up Roses, 1993Inédit en France
- (en) Cheyenne Amber, 1994Inédit en France
- (en) Shotgun Bride, 1994Inédit en France
- (en) Fancy Free, 1995Inédit en France
- La chanson d'Annie, J'ai lu, 1997 ((en) Annie's Song, 1996)Publié dans la collection Amour et Destin
- (en) Simply Love, 1997Inédit en France
- (en) Cherish, 1998Inédit en France
- Sous la menace, J'ai lu, 2000 ((en) Forever After, 1998)Publié dans la collection Amour et Destin
- (en) Trysting Tree, 1998Inédit en France
- Le sacrifice de Marilee, J'ai lu, 2008 ((en) Seventh Heaven, 2000)Publié dans la collection Amour et Destin
- (en) Always in My Heart, 2002Inédit en France
- Caresse indienne, J'ai lu, 2004 ((en) Only By Your Touch, 2003)Publié dans la collection Amour et Destin

### Série Comanche
- (en) Comanche Moon, 1991Inédit en France
- (en) Comanche Heart, 1991Inédit en France
- (en) Indigo Blue, 1992Inédit en France
- (en) Comanche Magic, 1994Inédit en France

### Série Les Kendrick et les Coulter
- Baby Love, J'ai lu, 2008 ((en) Baby Love)Publié dans la collection Romance d'aujourd'hui
- Celle qui avait peur d'aimer, J'ai lu, 2002 ((en) Phantom Waltz, 2001)Publié dans la collection Amour et Destin
- Libre d'aimer, J'ai lu, 2002 ((en) Sweet Nothings, 2002)Publié dans la collection Amour et Destin
- (en) Blue Skies, 2004Inédit en France
- Pour l'amour de Nathalie, J'ai lu, 2006 ((en) Bright Eyes, 2004)Publié dans la collection Romance d'aujourd'hui
- Le soleil de ma vie, J'ai lu, 2006 ((en) My Sunshine, 2005)Publié dans la collection Romance d'aujourd'hui
- (en) Sun Kissed, 2007Inédit en France
- (en) Morning Light, 2008Inédit en France
- (en) Star Bright, 2009Inédit en France
- (en) Here to Stay, 2011Inédit en France
- (en) Perfect Timing, 2013Inédit en France

### Série Barbary Coast
- L'amour pour châtiment, J'ai lu, 1998 ((en) Keegan's Lady, 1996)Publié dans la collection Aventures et Passions
- Un beau cadeau, J'ai lu, 2006 ((en) Beautiful gifts, 2005)Publié dans la collection Aventures et Passions
- (en) Summer Breeze, 2006Inédit en France
- (en) Early Dawn, 2009Inédit en France
- (en) Lucky Penny, 2012Inédit en France